# Classic Lorient Agglomération
Classic Lorient Agglomération – kolarski wyścig jednodniowy (tzw. "klasyk") rozgrywany od 2002 roku w Plouay we Francji, będący kobiecym odpowiednikiem zawodów dla mężczyzn Bretagne Classic Ouest-France. Od początku istnienia jest częścią cyklu Pucharu Świata Kobiet w Kolarstwie Szosowym (obecnie UCI Women’s World Tour).

## Lista zwycięzców
Opracowano na podstawie:
| Rok  | Pierwsze                  | Drugie                 | Trzecie                |
| ---- | ------------------------- | ---------------------- | ---------------------- |
| 1999 | Anna Wilson               | Hanka Kupfernagel      | Tracey Gaudry          |
| 2000 | Diana Žiliūtė             | Pia Sundstedt          | Mirjam Melchers        |
| 2001 | Anna Millward             | Mirjam Melchers        | Susanne Ljungskog      |
| 2002 | Regina Schleicher         | Petra Rossner          | Susanne Ljungskog      |
| 2003 | Nicole Cooke              | Judith Arndt           | Mirjam Melchers        |
| 2004 | Edita Pučinskaitė         | Mirjam Melchers        | Oenone Wood            |
| 2005 | Noemi Cantele             | Edita Pučinskaitė      | Monica Holler          |
| 2006 | Nicole Brändli            | Giorgia Bronzini       | Nicole Cooke           |
| 2007 | Noemi Cantele             | Nicole Cooke           | Marta Bastianelli      |
| 2008 | Fabiana Luperini          | Luise Keller           | Suzanne de Goede       |
| 2009 | Emma Pooley               | Marianne Vos           | Emma Johansson         |
| 2010 | Emma Pooley               | Marianne Vos           | Emma Johansson         |
| 2011 | Annemiek van Vleuten      | Evelyn Stevens         | Marianne Vos           |
| 2012 | Marianne Vos              | Tiffany Cromwell       | Elisa Longo Borghini   |
| 2013 | Marianne Vos              | Emma Johansson         | Anna van der Breggen   |
| 2014 | Lucinda Brand             | Marianne Vos           | Pauline Ferrand-Prévot |
| 2015 | Lizzie Armitstead         | Emma Johansson         | Pauline Ferrand-Prévot |
| 2016 | Eugenia Bujak             | Elena Cecchini         | Joelle Numainville     |
| 2017 | Lizzie Deignan            | Pauline Ferrand-Prévot | Sarah Roy              |
| 2018 | Amy Pieters               | Marianne Vos           | Coryn Rivera           |
| 2019 | Anna van der Breggen      | Coryn Rivera           | Amy Pieters            |
| 2020 | Lizzie Deignan            | Elizabeth Banks        | Chiara Consonni        |
| 2021 | Elisa Longo Borghini      | Gladys Verhulst        | Kristen Faulkner       |
| 2022 | Margarita Victoria García | Amber Kraak            | Grace Brown            |
| 2023 | Mischa Bredewold          | Marta Lach             | Sofia Bertizzolo       |
| 2024 | Mischa Bredewold          | Chloé Dygert           | Liane Lippert          |
| 2025 |                           |                        |                        |